# Araneidae
Gli araneidi (Araneidae Simon, 1895) sono una famiglia di ragni appartenente all'infraordine Araneomorphae.

## Etimologia
Il nome deriva dal latino araneus, cioè "ragno", in quanto questa è considerata la famiglia dei ragni per antonomasia, ed il suffisso -idae, che designa l'appartenenza ad una famiglia.

## Caratteristiche
La caratteristica principale di molte specie di Araneidi è la colorazione vivace dell'addome estremamente ampio, che in alcuni ragni tropicali è provvisto di protuberanze a spine.
Le loro 8 zampe presentano 3 unghie appuntite e in molte specie i 4 occhi formano un macro-occhio di forma quadrata.

## Comportamento
La maggior parte di questi ragni tesse delle tele, alcune così grandi e resistenti che alcune popolazioni primitive della Papua Nuova Guinea le usano per pescare piccoli pesci. Altre specie hanno sviluppato una tecnica per rendere visibili le loro ragnatele agli uccelli, in modo da evitare che questi ci passino in mezzo distruggendole. Altri Araneidi ancora cacciano la notte senza costruire ragnatele: appesi ad un filo di seta si lasciano penzolare tenendo con le zampe una pallina di sostanza vischiosa che imprigiona gli insetti notturni (soprattutto falene) di passaggio.

## Distribuzione
Diffusi in tutto il mondo, anche in ambienti antropici, comprende oltre 3000 specie di piccola e media grandezza (da 0,2 a 4,6 cm).

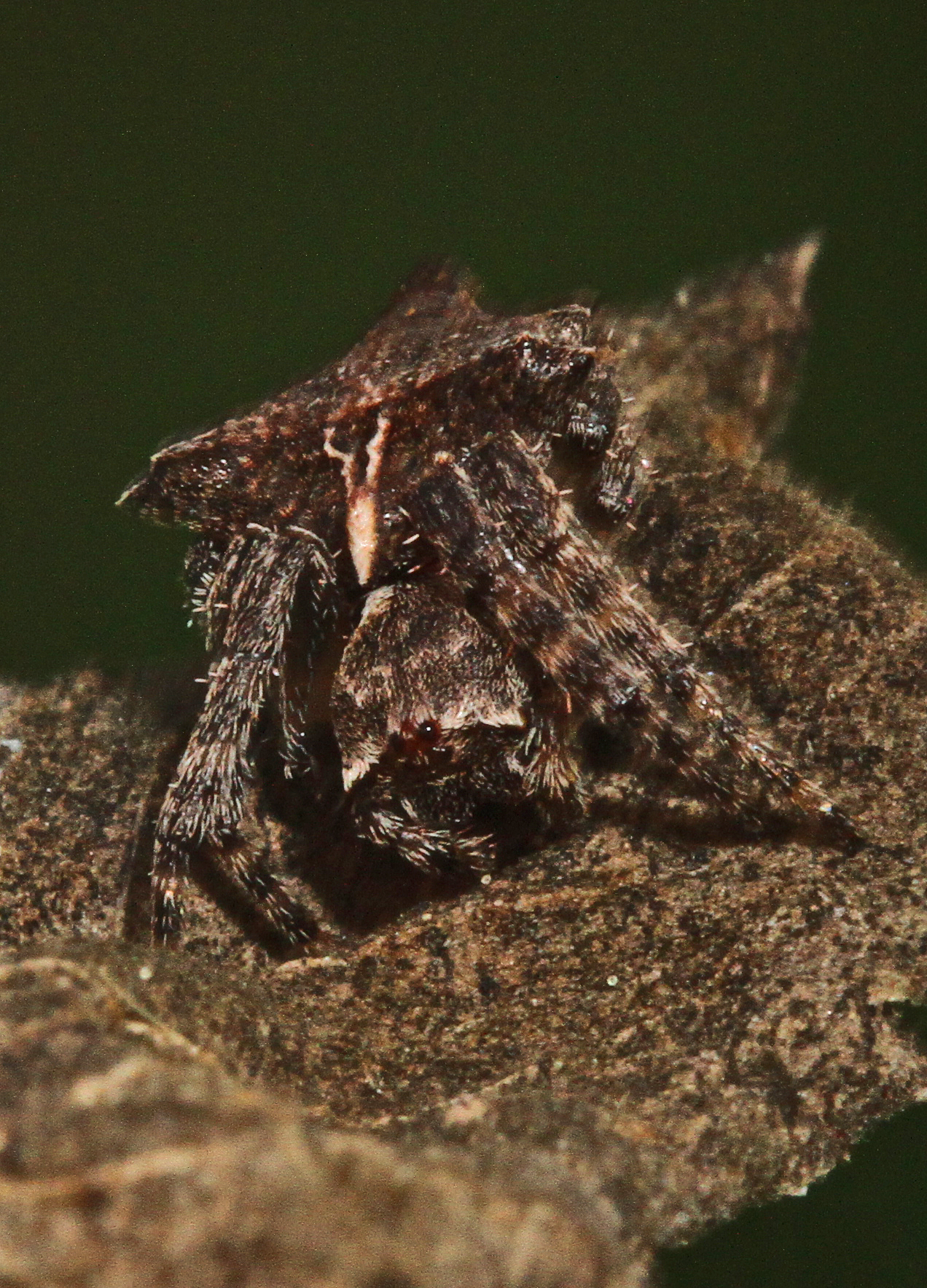
Acanthepeira stellata

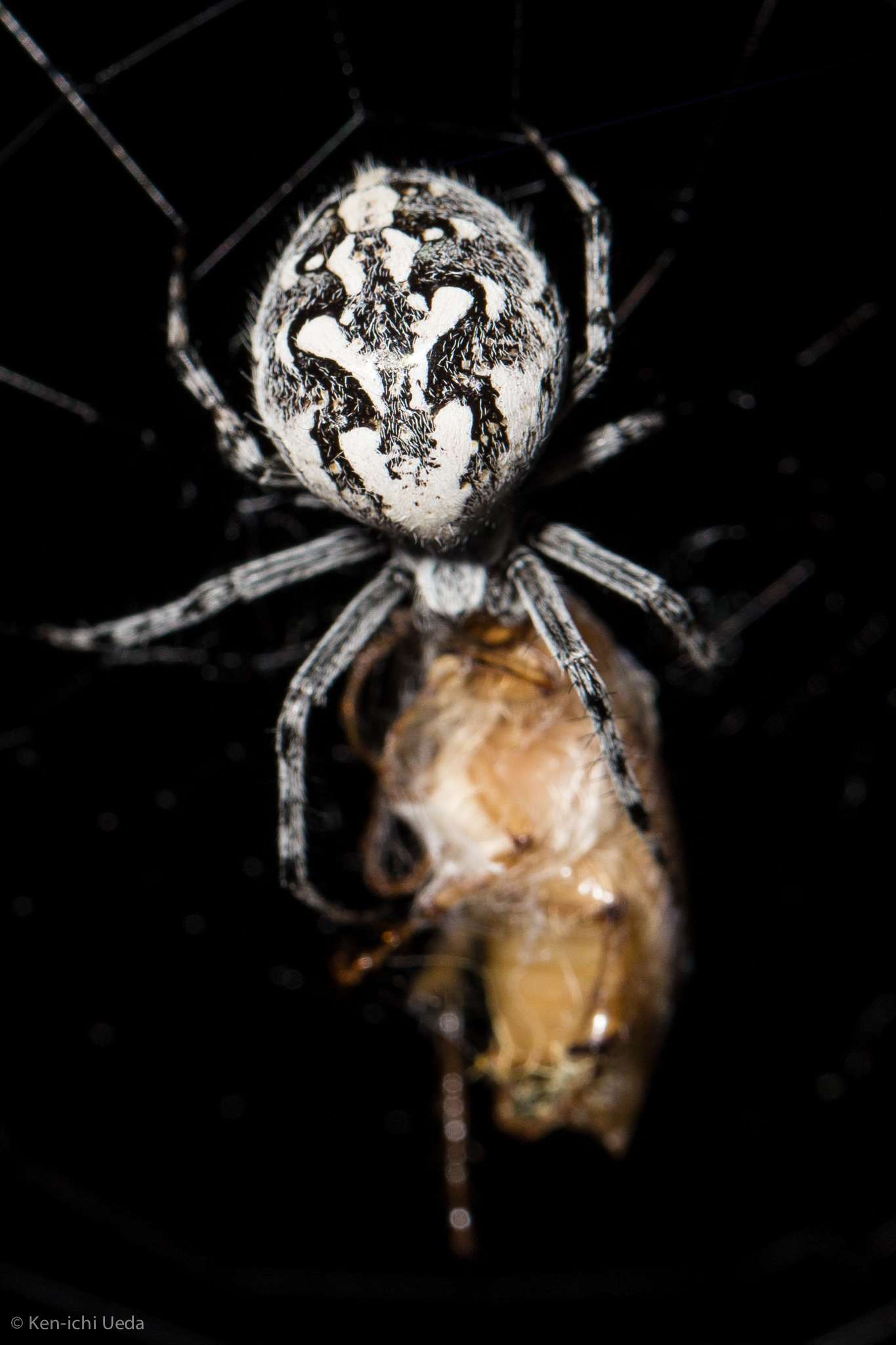
Aculepeira packardi con una preda

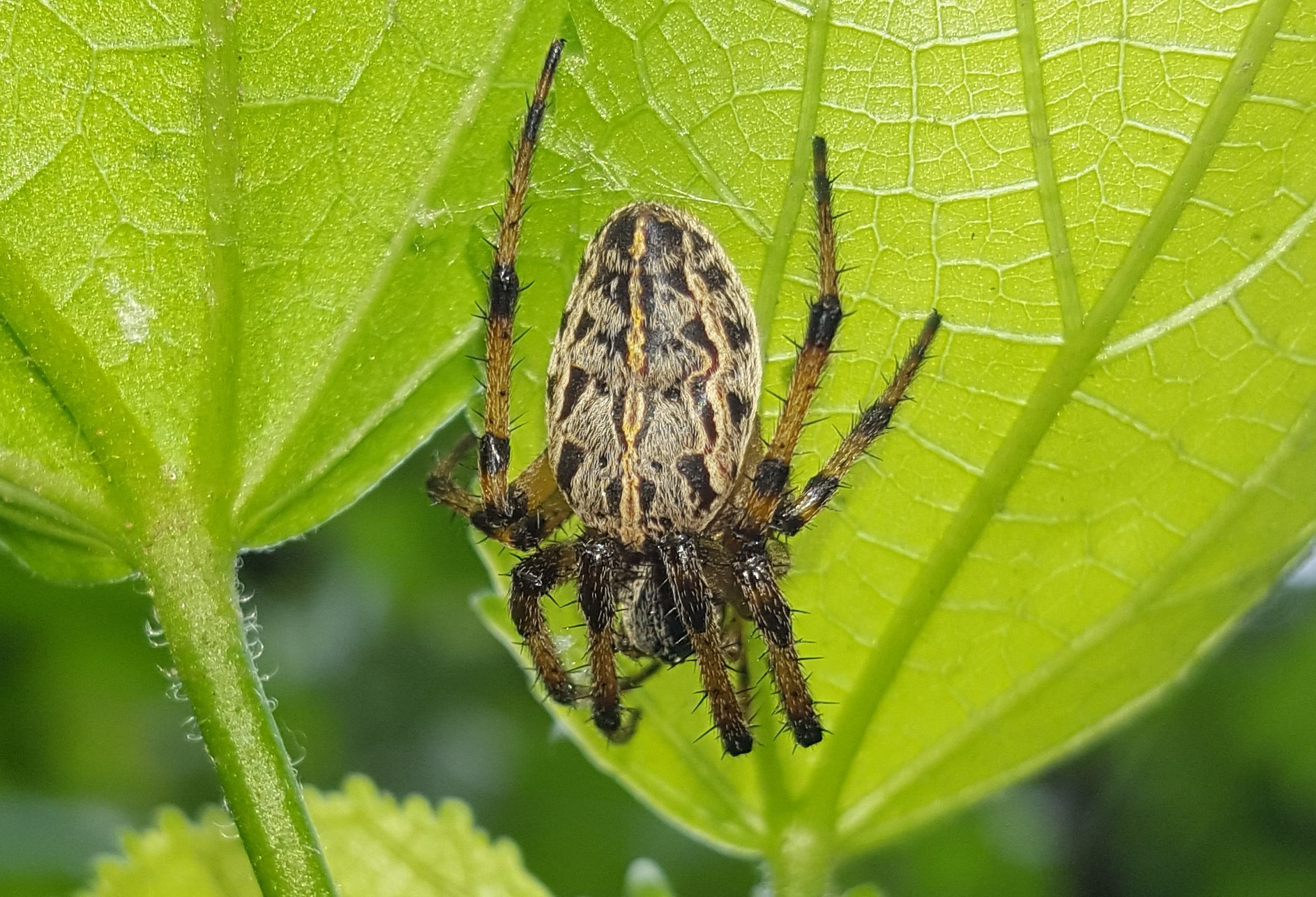
Alpaida veniliae

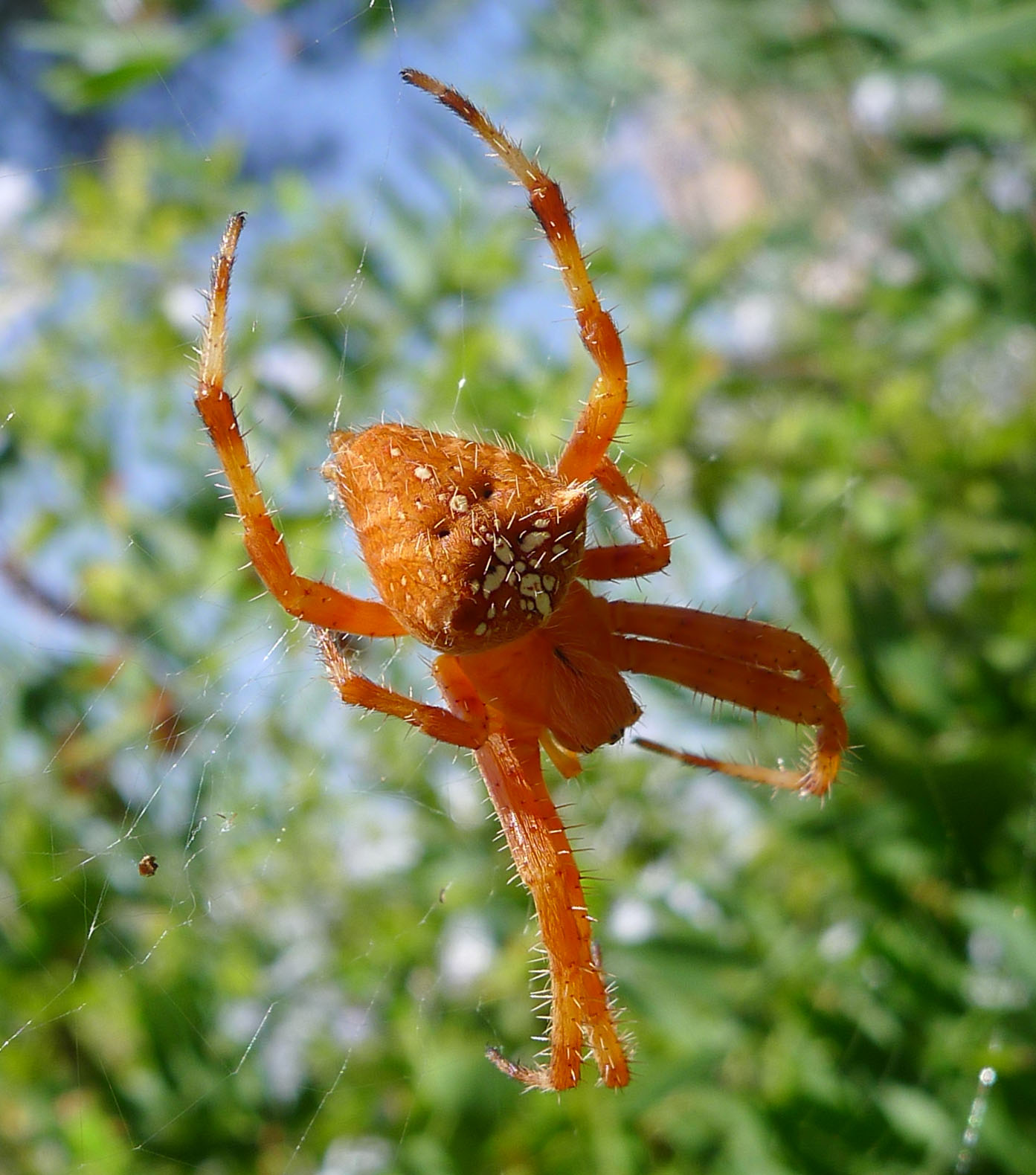
Araneus alsine sulla tela

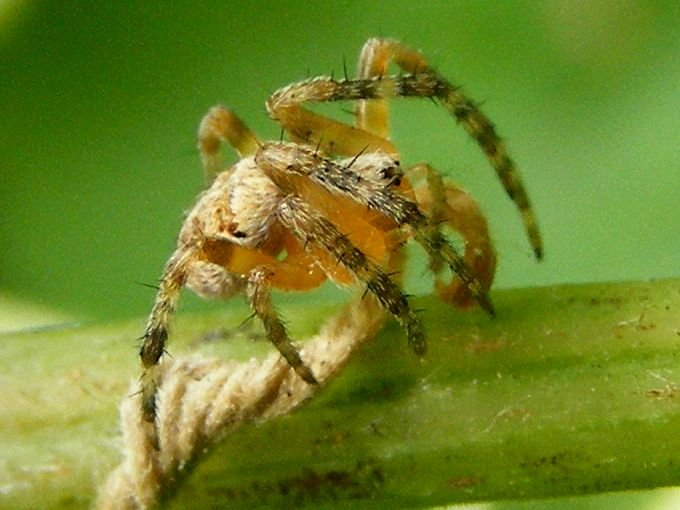
Araneus cavaticus

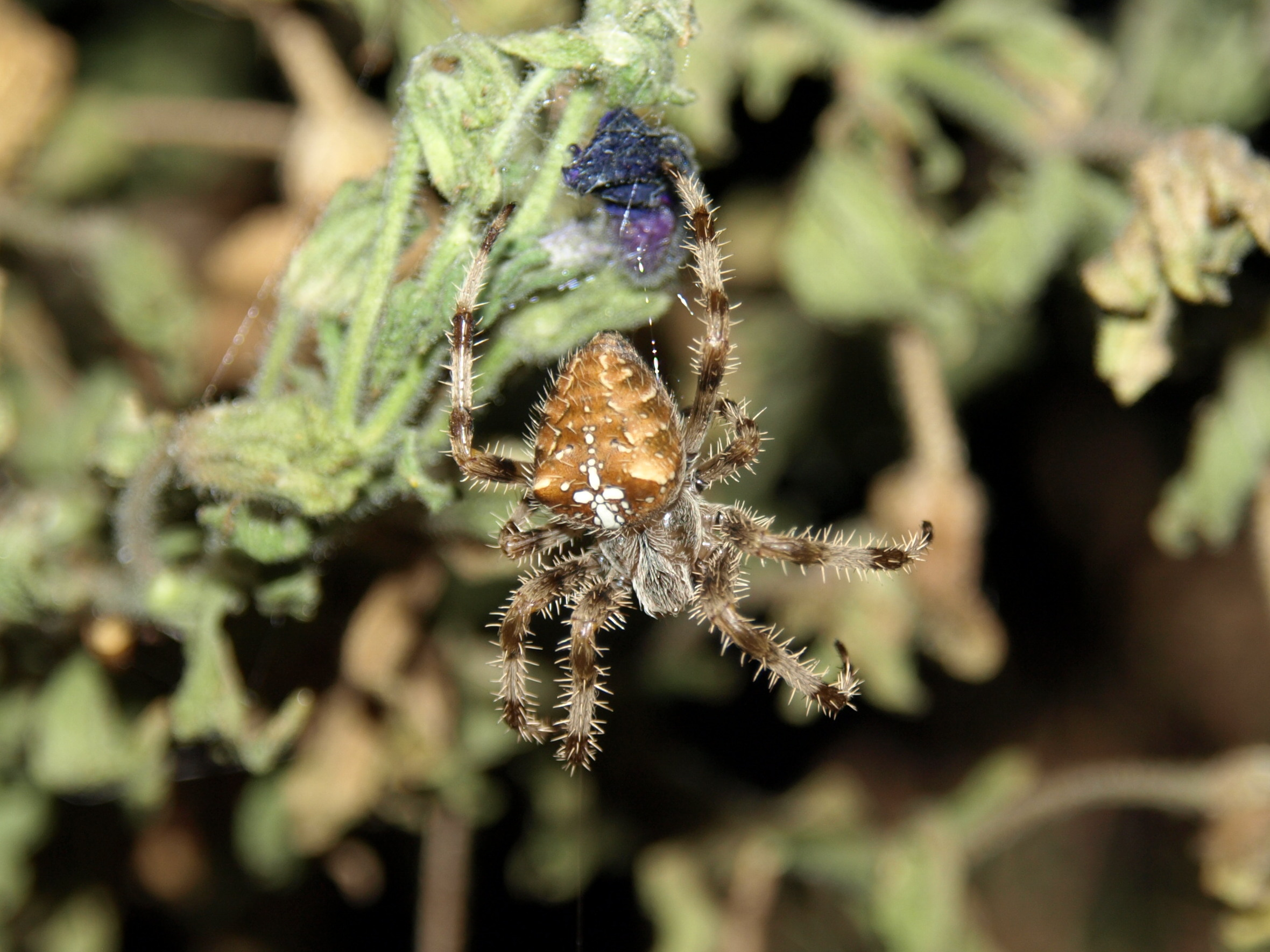
Araneus diadematus con una preda

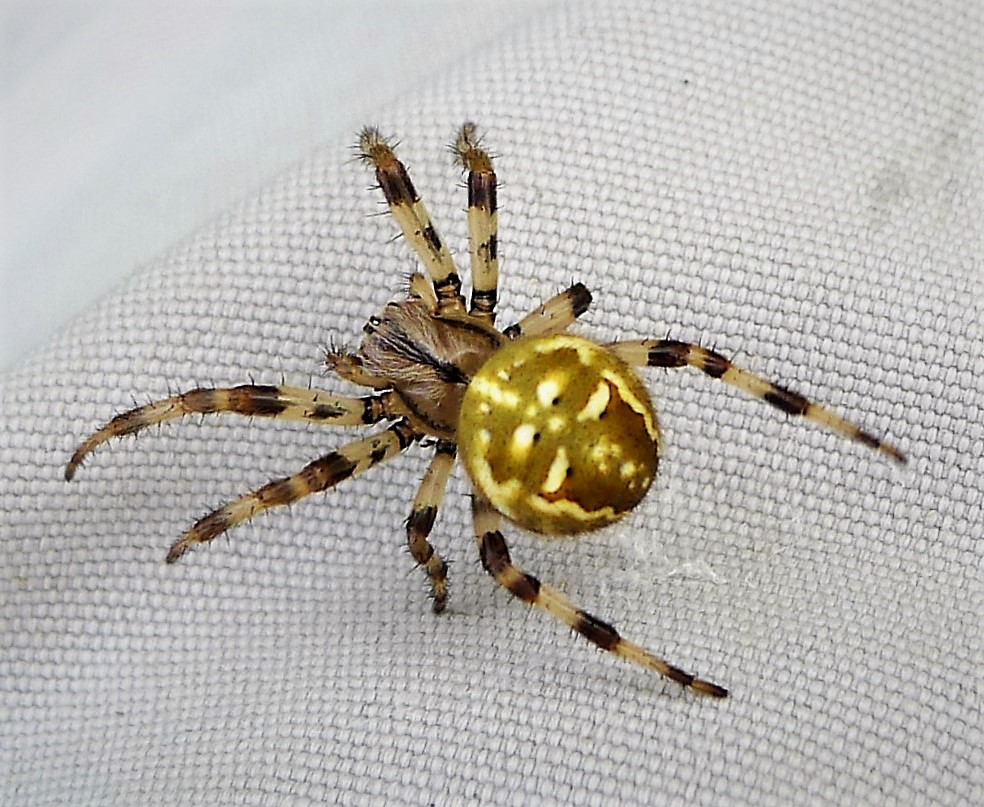
Araneus quadratus

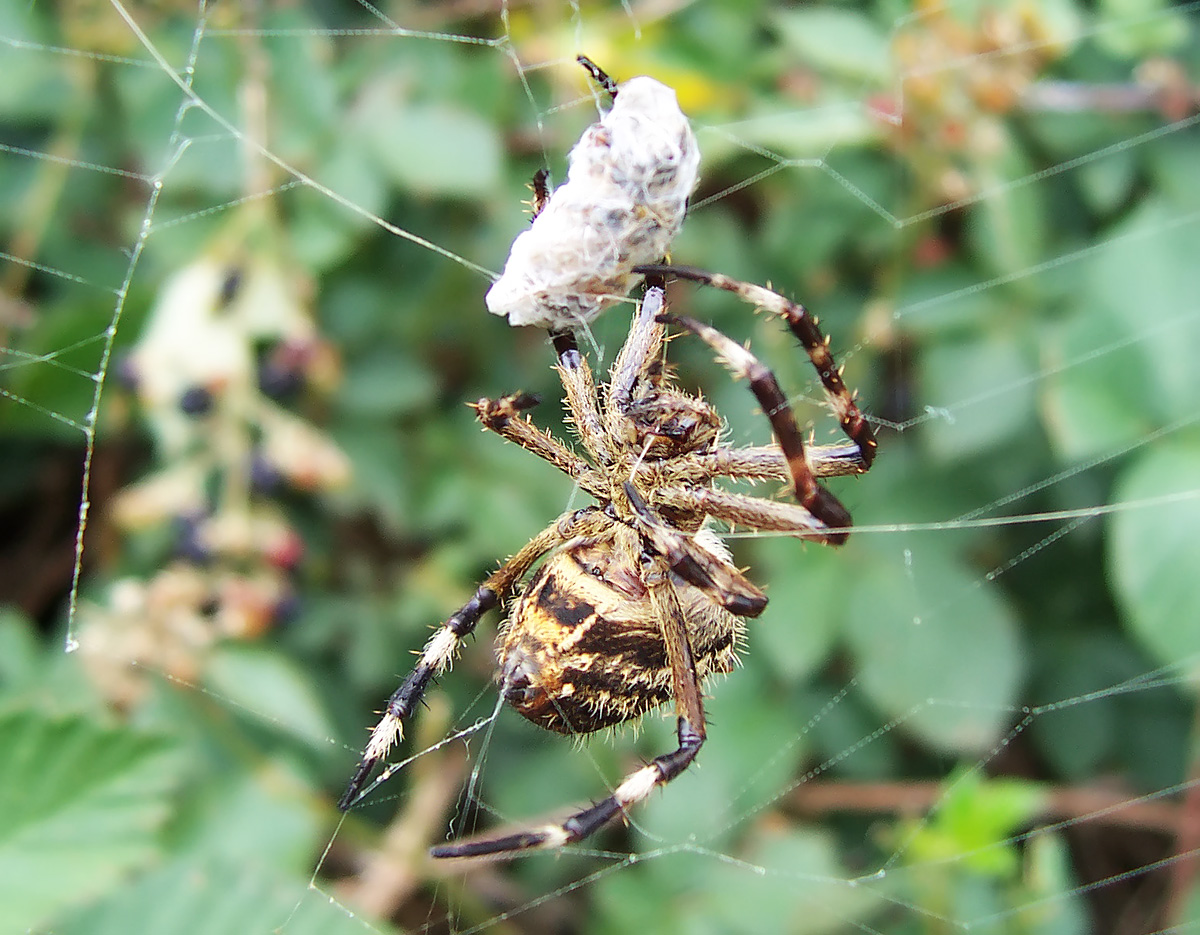
Eriophora transmarina con una preda

## Tassonomia
Un recente lavoro, Dimitrov et al.|2017, ha valutato approfonditamente i generi appartenenti all'ex-famiglia Nephilidae, stabilendone il trasferimento nella famiglia Araneidae in forma di sottofamiglia: le Nephilinae.
Attualmente, a novembre 2020, si compone di 178 generi e 3059 specie; per la suddivisione in sottofamiglie si segue quella adottata dall'entomologo Joel Hallan, rivista ed aggiornata:
- Araneinae Simon, 1895
- Argiopinae Simon, 1890
- Cyrtarachninae Simon, 1890
- Cyrtophorinae
- Nephilinae
- Gasteracanthinae
- Micratheninae

Di seguito l'elenco delle 178 specie in ordine alfabetico:
1. Acacesia Simon, 1895 - dagli USA all'Argentina (6 specie)
2. Acantharachne Tullgren, 1910 - Africa centrale, orientale e Madagascar (8 specie)
3. Acanthepeira Marx, 1883 - Canada, USA, Messico, Brasile, Cuba (5 specie)
4. Acroaspis Karsch, 1878 - Australia occidentale, Nuovo Galles del Sud, Queensland, Nuova Zelanda (3 specie)
5. Acrosomoides Simon, 1887 - Africa occidentale, centrale e orientale, Madagascar, Camerun, Congo (3 specie)
6. Actinacantha Simon, 1864 - Sumatra, Giava (1 specie)
7. Actinosoma Holmberg, 1883 - dalla Colombia all'Argentina (1 specie)
8. Aculepeira Chamberlin & Ivie, 1942 - Regione paleartica, Brasile, Paraguay, Argentina (23 specie e 4 sottospecie)
9. Acusilas Simon, 1895 - Africa centrale, occidentale e orientale, dalla Cina all'Arcipelago delle Molucche, Filippine (9 specie)
10. Aethriscus Pocock, 1902 - Congo (2 specie)
11. Aethrodiscus Strand, 1913 - Africa centrale (1 specie)
12. Aetrocantha Karsch, 1879 - Africa centrale e occidentale (1 specie)
13. Afracantha Dahl, 1914 - Africa centrale, occidentale e orientale, Venezuela (1 specie)
14. Agalenatea Archer, 1951 - Regione paleartica, Yemen, Etiopia (2 specie)
15. Alenatea Song & Zhu, 1999 - Cina, Corea, Taiwan, Giappone (3 specie)
16. Allocyclosa Levi, 1999 - dagli USA a Panama, Hispaniola, Cuba (1 specie)
17. Alpaida O.P.-Cambridge 1889 - America centrale e meridionale (142 specie e 2 sottospecie)
18. Amazonepeira Levi, 1989 - Brasile, Ecuador, Perù, Bolivia, Suriname (5 specie)
19. Anepsion Strand, 1929 - Cina, da Myanmar a Celebes, Nuova Guinea, Malaysia, Giappone, Australia, Filippine (16 specie)
20. Arachnura Vinson, 1863 - Australia, Nuova Zelanda, Nuova Guinea, Cina, India, Giappone, Congo, Etiopia (13 specie)
21. Araneus Clerck, 1757 - cosmopolita (628 specie e 38 sottospecie)
22. Araniella Chamberlin & Ivie, 1942 - regione olartica (12 specie)
23. Aranoethra Butler, 1873 - Africa occidentale e centrale (3 specie)
24. Argiope Audouin, 1826 - cosmopolita (80 specie e 3 sottospecie)
25. Artifex Kallal & Hormiga, 2018 - Australia (Queensland), Nuova Caledonia (2 specie)
26. Artonis Simon, 1895 - Birmania, Etiopia (2 specie)
27. Aspidolasius Simon, 1887 - dalla Colombia alla Bolivia, Guyana, Brasile (1 specie)
28. Augusta O. P.-Cambridge 1877 - Madagascar (1 specie)
29. Austracantha Dahl, 1914 - Australia, Tasmania, isole di Montebello (1 specie e 4 sottospecie)
30. Backobourkia Framenau, Dupérré, Blackledge & Vink, 2010[4] - Australia, Nuova Zelanda, Nuova Caledonia (3 specie)
31. Bertrana Keyserling, 1884 - America meridionale (Colombia, Ecuador, Brasile, Venezuela, Perù) e America centrale (Costa Rica e Panama) (12 specie)
32. Caerostris Thorell, 1868 - ecozona afrotropicale ed ecozona indomalese (12 specie)
33. Carepalxis L.Koch, 1872 - Australia (Queensland e Nuovo Galles del Sud), Paraguay, Argentina, dal Messico al Brasile, Nuova Guinea (12 specie)
34. Celaenia Thorell, 1868 - Nuova Zelanda, Australia (Nuovo Galles del Sud, Victoria), Tasmania (11 specie)
35. Cercidia Thorell, 1869 - Regione olartica, India (3 specie)
36. Chorizopes O.P.-Cambridge 1870 - India, Cina, Vietnam, Sri Lanka, Giappone, Sumatra, Madagascar (24 specie)
37. Chorizopesoides Mi & Wang, 2018 - Cina, Vietnam, (2 specie)
38. Cladomelea Simon, 1895 - Africa centrale, Sudafrica (4 specie)
39. Clitaetra Simon, 1889 - Africa, Madagascar, Sri Lanka (6 specie)
40. Cnodalia Thorell, 1890 - Sumatra, Giappone, Cina (4 specie)
41. Coelossia Simon, 1895 - Sierra Leone, Mauritius (2 specie)
42. Colaranea Court & Forster, 1988 - Nuova Zelanda (4 specie)
43. Collina Urquhart, 1891 - Tasmania (1 specie)
44. Colphepeira Archer, 1941 - USA, Messico (1 specie)
45. Cryptaranea Court & Forster, 1988 - Nuova Zelanda (7 specie)
46. Cyclosa Menge, 1866 - cosmopolita (168 specie e 8 sottospecie)
47. Cyphalonotus Simon, 1895 - Congo, Africa orientale, Madagascar, Cina, Vietnam, Sumatra, Socotra (6 specie)
48. Cyrtarachne Thorell, 1868 - Africa, Asia, Europa meridionale, Oceania (51 specie e 3 sottospecie)
49. Cyrtobill Framenau & Scharff 2009 - Australia (1 specie)
50. Cyrtophora Simon, 1864 - Asia orientale, sudorientale e meridionale, Africa, Oceania, Europa meridionale e Caraibi, Colombia e Costa Rica (38 specie e 9 sottospecie)
51. Deione Thorell, 1898 - Cina, Birmania (4 specie)
52. Deliochus Simon, 1894[5] - Australia, Tasmania (2 specie e 1 sottospecie)
53. Dolophones Walckenaer, 1837 - Australia, Arcipelago delle Molucche, Nuova Caledonia, isola di Lord Howe (17 specie)
54. Dubiepeira Levi, 1991 - America meridionale (Perù, Colombia, Brasile, Venezuela, Ecuador e Guyana) (5 specie)
55. Edricus O. P.-Cambridge, 1890 - dal Panama all'Ecuador, Messico (2 specie)
56. Enacrosoma Mello-Leitão, 1932 - America centrale e meridionale (6 specie)
57. Encyosaccus Simon, 1895 - Colombia, Ecuador, Perù, Brasile (1 specie)
58. Epeiroides Keyserling, 1885 - dal Costarica al Brasile (1 specie)
59. Eriophora Simon, 1864 - Oceania, Americhe, Congo, Etiopia, Cina (10 specie)
60. Eriovixia Archer, 1951 - Cina, India, Pakistan, Filippine, Nuova Guinea, Africa orientale, centrale e occidentale (20 specie)
61. Eustacesia Caporiacco, 1954 - Guyana francese (1 specie)
62. Eustala Simon, 1895 - America settentrionale, centrale e meridionale (82 specie)
63. Exechocentrus Simon, 1889 - Madagascar (2 specie)
64. Faradja Grasshoff, 1970 - Repubblica Democratica del Congo (1 specie)
65. Friula O. P.-Cambridge 1896 - Borneo (Sarawak) (1 specie)
66. Galaporella Levi, 2009 - isole Galapagos (1 specie)
67. Gasteracantha Sundevall, 1833 - Asia orientale, sudorientale e meridionale, Europa, Africa subsahariana e America settentrionale (70 specie e 31 sottospecie)
68. Gastroxya Benoit, 1962 - Congo, Sudafrica, Liberia, Ruanda, Burundi (4 specie)
69. Gea C. L. Koch, 1843 - America, Asia, Africa, Oceania (12 specie e 1 sottospecie)
70. Gibbaranea Archer, 1951 - Regione paleartica (9 specie e 3 sottospecie)
71. Glyptogona Simon, 1884 - dall'Italia ad Israele, Sri Lanka (2 specie)
72. Gnolus Simon, 1879 - Cile, Argentina (6 specie)
73. Herennia Thorell, 1877 - Asia meridionale, Australia (11 specie)
74. Heterognatha Nicolet, 1849 - Cile (1 specie)
75. Hingstepeira Levi, 1995 - America meridionale (Brasile, Guyana, Suriname, Colombia, Guiana francese) (4 specie)
76. Hypognatha Guerin, 1839 - America meridionale (soprattutto Brasile e Perù) e America centrale (38 specie)
77. Hypsacantha Dahl, 1914 - Africa centrale, orientale e meridionale (1 specie)
78. Hypsosinga Ausserer, 1871 - regione olartica, Uganda, Kenya (16 specie)
79. Ideocaira Simon, 1903 - Sudafrica (2 specie)
80. Indoetra Simon, 1903[6] - Sri Lanka (1 specie)
81. Isoxya Simon, 1885 - Africa centrale, orientale e meridionale, Yemen, Madagascar (16 specie)
82. Kaira O. P.-Cambridge 1889 - Americhe, in prevalenza in America meridionale, assente in Canada (16 specie)
83. Kapogea Levi, 1997 - America centrale e meridionale (4 specie)
84. Kilima Grasshoff, 1970 - Africa centrale, orientale e meridionale, Yemen, isole Seychelles (3 specie)
85. Larinia Simon, 1874 - pressoché cosmopolita, ad eccezione dei poli (55 specie)
86. Lariniaria Grasshoff, 1970 - Russia, Cina, Corea, Giappone (1 specie)
87. Larinioides Caporiacco, 1934 - Regione olartica (6 specie e 1 sottospecie)
88. Lariniophora Framenau, 2011 - Australia (1 specie)
89. Leviellus Wunderlich, 2004 - Europa, Medio Oriente, Asia centrale, Africa settentrionale (4 specie)
90. Lewisepeira Levi, 1993 - Panama, Messico, Giamaica, Porto Rico (4 specie)
91. Lipocrea Thorell, 1878 - Grecia, Cipro, Turchia, Israele, Yemen, dall'India al Giappone, Africa centrale, orientale e meridionale (4 specie)
92. Macracantha Simon, 1864 - dalla Cina al Borneo, India (1 specie)
93. Madacantha Emerit, 1970 - Madagascar (1 specie)
94. Mahembea Grasshoff, 1970 - Africa centrale e orientale (1 specie)
95. Mangora O. P.-Cambridge 1889 - Regione paleartica, Americhe, ecozona orientale (186 specie)
96. Manogea Levi, 1997 - dal Panama all'Argentina, Messico, Guatemala, Honduras, Colombia (3 specie)
97. Mastophora Holmberg, 1876 - America settentrionale, centrale e meridionale (50 specie)
98. Mecynogea Simon, 1903 - America centrale e meridionale, USA (9 specie)
99. Megaraneus Lawrence, 1968 - Africa (1 specie)
100. Melychiopharis Simon, 1895 - Brasile (2 specie)
101. Metazygia F.O.P.-Cambridge, 1904 - Brasile, Colombia, USA, Panama, Bolivia, Argentina, Nicaragua, Antille (90 specie)
102. Metepeira F.O.P.-Cambridge, 1903 - Americhe (44 specie)
103. Micrathena Sundevall, 1833 - Americhe (116 specie e 2 sottospecie)
104. Micrepeira Schenkel, 1953 - Brasile, Perù, Venezuela, Ecuador, Colombia, Guyana francese, Guyana, Costarica (7 specie)
105. Micropoltys Kulczyński, 1911 - Nuova Guinea, Queensland (4 specie)
106. Milonia Thorell, 1890 - Sumatra, Singapore, Myanmar, Giava, Borneo (7 specie)
107. Molinaranea Mello-Leitão, 1940 - Cile, Argentina, isole Juan Fernandez, isole Falkland (7 specie)
108. Nemoscolus Simon, 1895 - Africa settentrionale, occidentale e meridionale, Europa meridionale (15 specie)
109. Nemosinga Caporiacco, 1947 - Tanzania (2 specie e 1 sottospecie)
110. Nemospiza Simon, 1903 - Sudafrica (1 specie)
111. Neogea Levi, 1983 - dall'India a Sumatra, Nuova Guinea, Cina (3 specie)
112. Neoscona Simon, 1864 - cosmopolita ad eccezione dei poli, con prevalenza in Asia (97 specie e 13 sottospecie)
113. Nephila Leach, 1815 - tutta l'area compresa fra i due tropici (23 specie e 15 sottospecie)
114. Nephilengys L. Koch, 1872 - tutta l'area compresa fra i due tropici (2 specie)
115. Nephilingis Kuntner, 2013 - Africa centrale e orientale, America meridionale (4 specie)
116. Nicolepeira Levi, 2001 - Cile centrale e meridionale (3 specie)
117. Novakiella Court & Forster, 1993 - Australia, Nuova Zelanda (1 specie)
118. Novaranea Court & Forster, 1988 - Australia (Nuovo Galles del Sud, Victoria), Nuova Zelanda, Tasmania (2 specie)
119. Nuctenea Simon, 1864 - Regione paleartica (dall'Europa all'Azerbaigian, Algeria) (3 specie e 2 sottospecie)
120. Oarces Simon, 1879 - Brasile, Cile, Argentina (2 specie)
121. Ocrepeira Marx, 1883 - Americhe (66 specie)
122. Ordgarius Keyserling, 1886 - Asia orientale, sudorientale e meridionale, Indonesia (11 specie e 1 sottospecie)
123. Paralarinia Grasshoff, 1970 - Africa centrale e orientale, Congo, Sudafrica (4 specie)
124. Paraplectana Brito Capello, 1867 - Asia orientale e sudorientale, ecozona afrotropicale (10 specie e 2 sottospecie)
125. Paraplectanoides Keyserling, 1886 - Queensland, Nuovo Galles del Sud, Tasmania (2 specie)
126. Pararaneus Caporiacco, 1940 - Africa subsahariana, Medio Oriente (5 specie)
127. Paraverrucosa Mello-Leitão, 1939[7] - Brasile, Argentina, Paraguay, Trinidad (4 specie)
128. Parawixia F.O.P.-Cambridge, 1904 - America centrale e meridionale, dall'India alle Filippine, Nuova Guinea (28 specie e 3 sottospecie)
129. Parmatergus Emerit, 1994 - Madagascar (2 specie e 1 sottospecie)
130. Pasilobus Simon, 1895 - Asia orientale, sudorientale e meridionale, Africa subsahariana, Oceania (12 specie)
131. Perilla Thorell, 1895 - Myanmar, Vietnam, Malaysia (1 specie)
132. Pherenice Thorell, 1899 - Camerun (1 specie)
133. Phonognatha Simon, 1894 - Australia, Nuova Caledonia, Filippine, Tasmania, India[5] (7 specie ed una sottospecie)
134. Pitharatus Simon, 1895 - Malesia, Giava, Celebes (1 specie)
135. Plebs Joseph & Framenau, 2012 - Asia orientale, Asia meridionale, Oceania (22 specie)
136. Poecilarcys Simon, 1895 - Tunisia (1 specie)
137. Poecilopachys Simon, 1895 - Oceania, Nuova Guinea, Australia (5 specie)
138. Poltys C. L. Koch, 1843 - Asia orientale, Asia meridionale, Oceania, Asia sudorientale, Africa subsahariana (43 specie)
139. Popperaneus Cabra-García & Hormiga, 2020 - Brasile, Paraguay (2 specie)
140. Porcataraneus Mi & Peng, 2011 - Cina, India (3 specie)
141. Pozonia Schenkel, 1953 - America centrale e meridionale (dal Messico al Paraguay) (4 specie)
142. Prasonica Simon, 1895 - Africa centrale, occidentale e orientale, India, Vietnam, Nuova Guinea, Giava, Yemen (10 specie)
143. Prasonicella Grasshoff, 1971 - Madagascar, isola di Aldabra (2 specie)
144. Pronoides Schenkel, 1936 - Russia, Cina, Corea, Giappone (6 specie)
145. Pronous Keyserling, 1881 - America centrale e meridionale, Madagascar, Malesia (16 specie)
146. Pseudartonis Simon, 1903 - Africa orientale, Etiopia, Camerun, Guinea Bissau, isola di São Tomé (4 specie)
147. Pseudopsyllo Strand, 1916 - Camerun (1 specie)
148. Psyllo Thorell, 1899 - Camerun, Congo (1 specie)
149. Pycnacantha Blackwall, 1865 - Africa centrale e meridionale, Madagascar, Namibia e Camerun (4 specie)
150. Rubrepeira Levi, 1992 - America (dal Messico al Brasile, Guyana) (1 specie)
151. Scoloderus Simon, 1887 - Americhe (dagli USA all'Argentina) (5 specie)
152. Sedasta Simon, 1894 - Africa occidentale (1 specie)
153. Singa C. L. Koch, 1836 - Europa, Asia, Africa e America settentrionale (presente in Italia) (27 specie e due sottospecie)
154. Singafrotypa Benoit, 1962 - Costa d'Avorio, Congo, Sudafrica, Botswana, Etiopia, isola di Bioko (4 specie)
155. Siwa Grasshoff, 1970 - Mediterraneo occidentale, Egitto, Israele (2 specie)
156. Spilasma Simon, 1897 - America meridionale e centrale (dall'Honduras alla Bolivia, Brasile, Perù) (3 specie)
157. Spinepeira Levi, 1995 - Perù (1 specie)
158. Spintharidius Simon, 1893 - America meridionale (Brasile, Perù, Bolivia, Paraguay) e Cuba (2 specie)
159. Taczanowskia Keyserling, 1879 - Brasile, Colombia, Perù, Argentina, Bolivia (4 specie)
160. Talthybia Thorell, 1898 - Cina, Birmania (1 specie)
161. Tatepeira Levi, 1995 - Honduras, Brasile, Colombia, Bolivia (4 specie)
162. Telaprocera Harmer & Framenau, 2008 - Queensland, Victoria, Nuovo Galles del Sud (2 specie)
163. Testudinaria Taczanowski, 1879 - dal Panama al Perù, Brasile, Argentina, Bolivia (9 specie)
164. Thelacantha Hasselt, 1882 - dall'India alle Filippine, Madagascar, Australia (1 specie)
165. Thorellina Berg, 1899 - Nuova Guinea, Myanmar (2 specie)
166. Togacantha Dahl, 1914 - Africa occidentale, centrale e orientale (1 specie)
167. Trichonephila Dahl, 1911[8] - Africa, Indonesia, Australia, Asia sudorientale, America meridionale (26 specie)
168. Umbonata Grasshoff, 1971 - Tanzania (1 specie)
169. Ursa Simon, 1895 - Cile, Brasile, Sudafrica, Vietnam, Sri Lanka (5 specie)
170. Verrucosa McCook, 1888 - America meridionale, centrale e USA, Antille, Queensland (46 specie)
171. Wagneriana F.O.P.-Cambridge, 1904 - America centrale e meridionale, Stati Uniti (43 specie)
172. Witica O. P.-Cambridge 1895 - dal Messico al Perù, Cuba (3 specie)
173. Wixia O.P.-Cambridge, 1882 - Brasile, Guyana, Bolivia (1 specie)
174. Xylethrus Simon, 1895 - Brasile, Panama, Messico, Bolivia (6 specie)
175. Yaginumia Archer, 1960 - Cina, Corea, Giappone, Taiwan (1 specie)
176. Zealaranea Court & Forster, 1988 - Nuova Zelanda (4 specie)
177. Zilla C. L. Koch, 1834 - dall'Europa all'Azerbaigian, Cina, India, Italia (5 specie e 1 sottospecie)
178. Zygiella F. O. P.-Cambridge 1902 - Europa, Asia, Africa settentrionale ed America (9 specie)

### Nomina dubia
1. Heurodes Keyserling, 1886[9] - Cina, Filippine, Singapore, Tasmania (2 specie)

## Collegamenti esterni

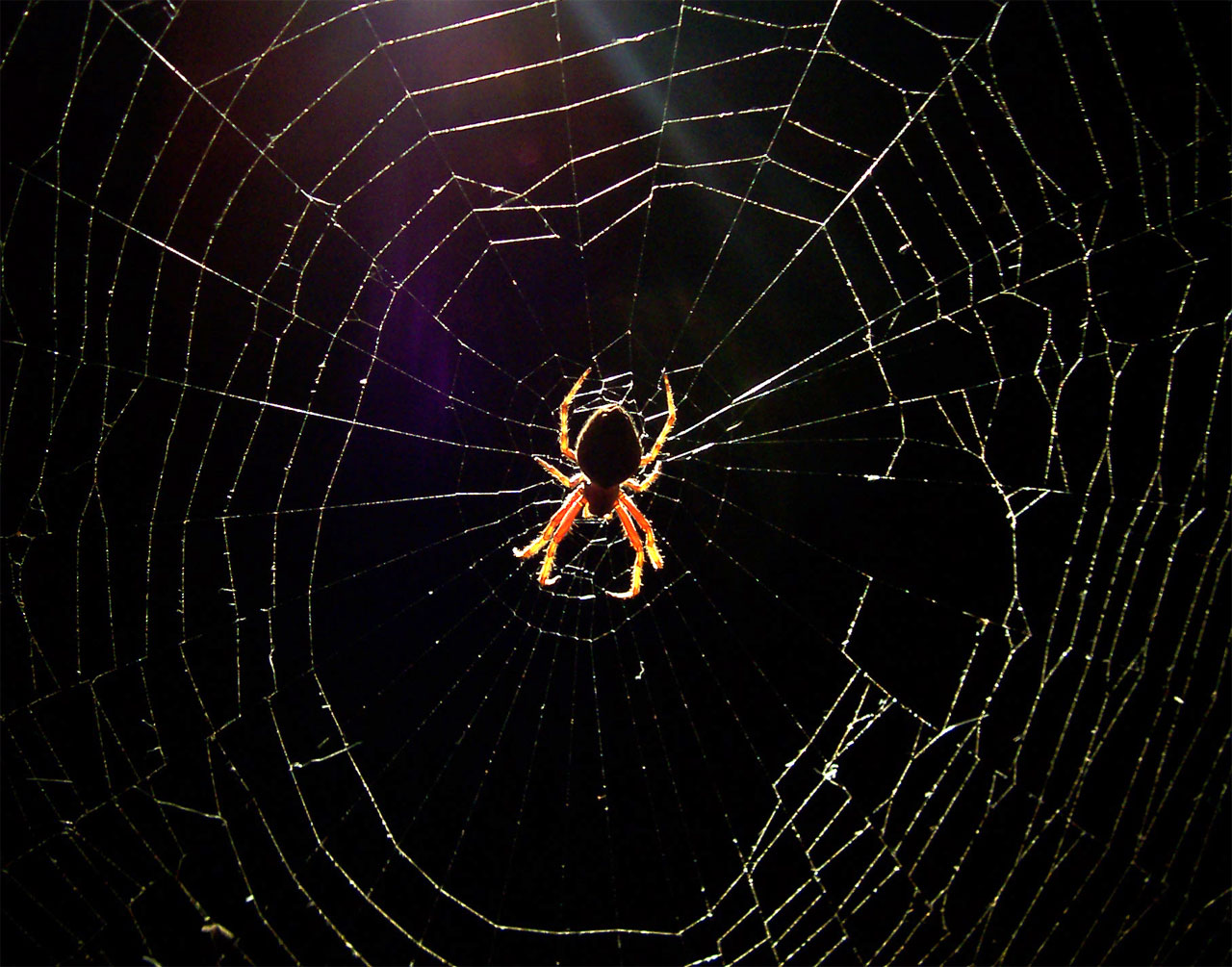
Eriophora transmarina
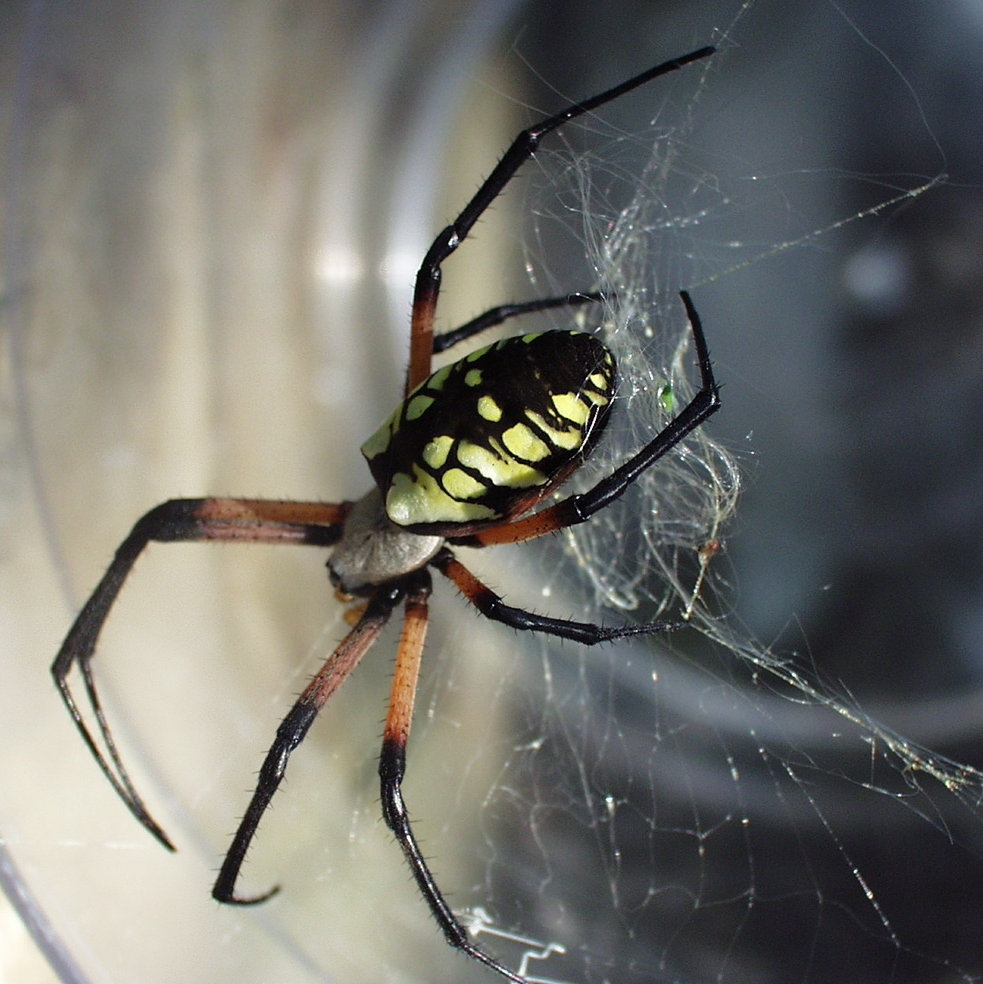
Argiope aurantia
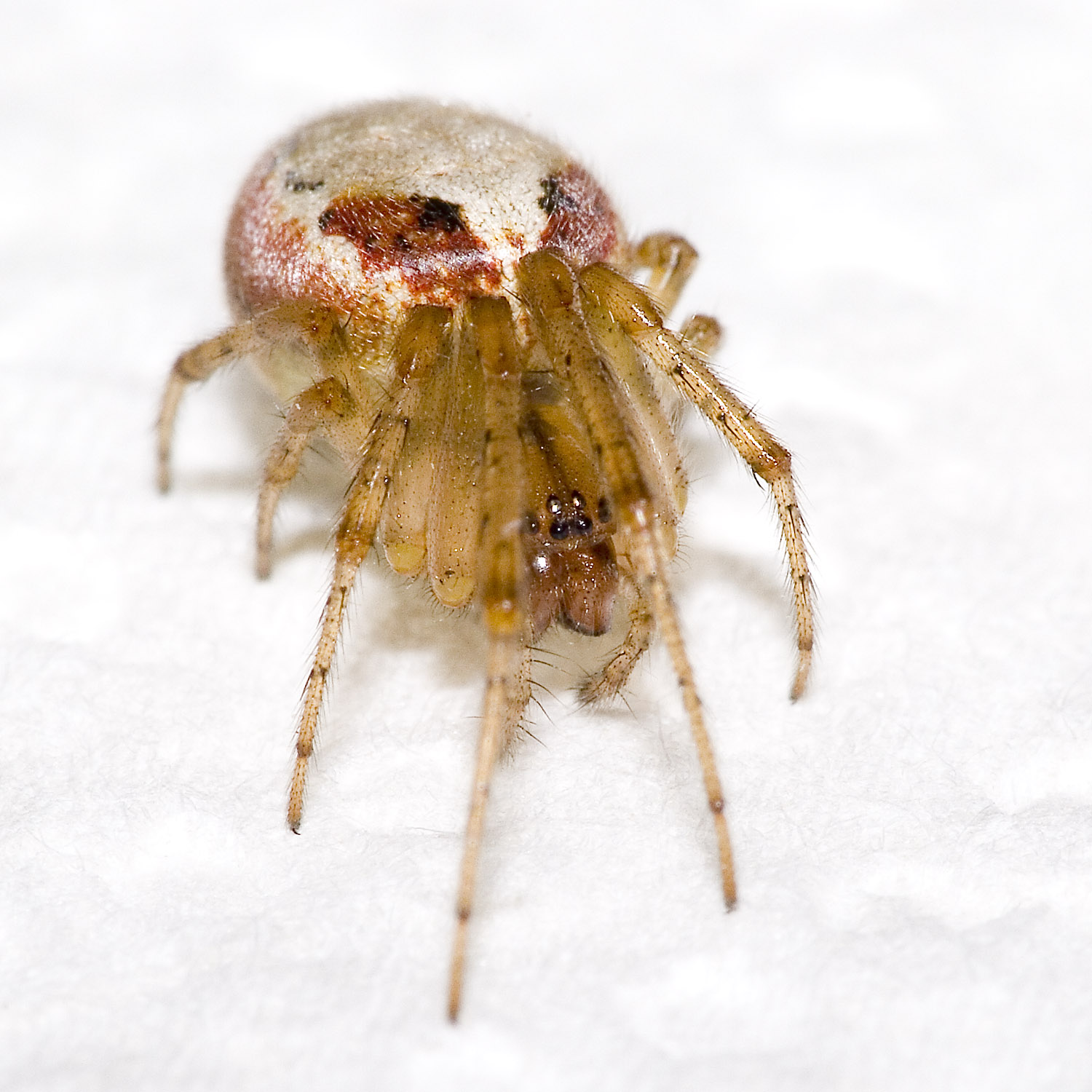
Zygiella atrica
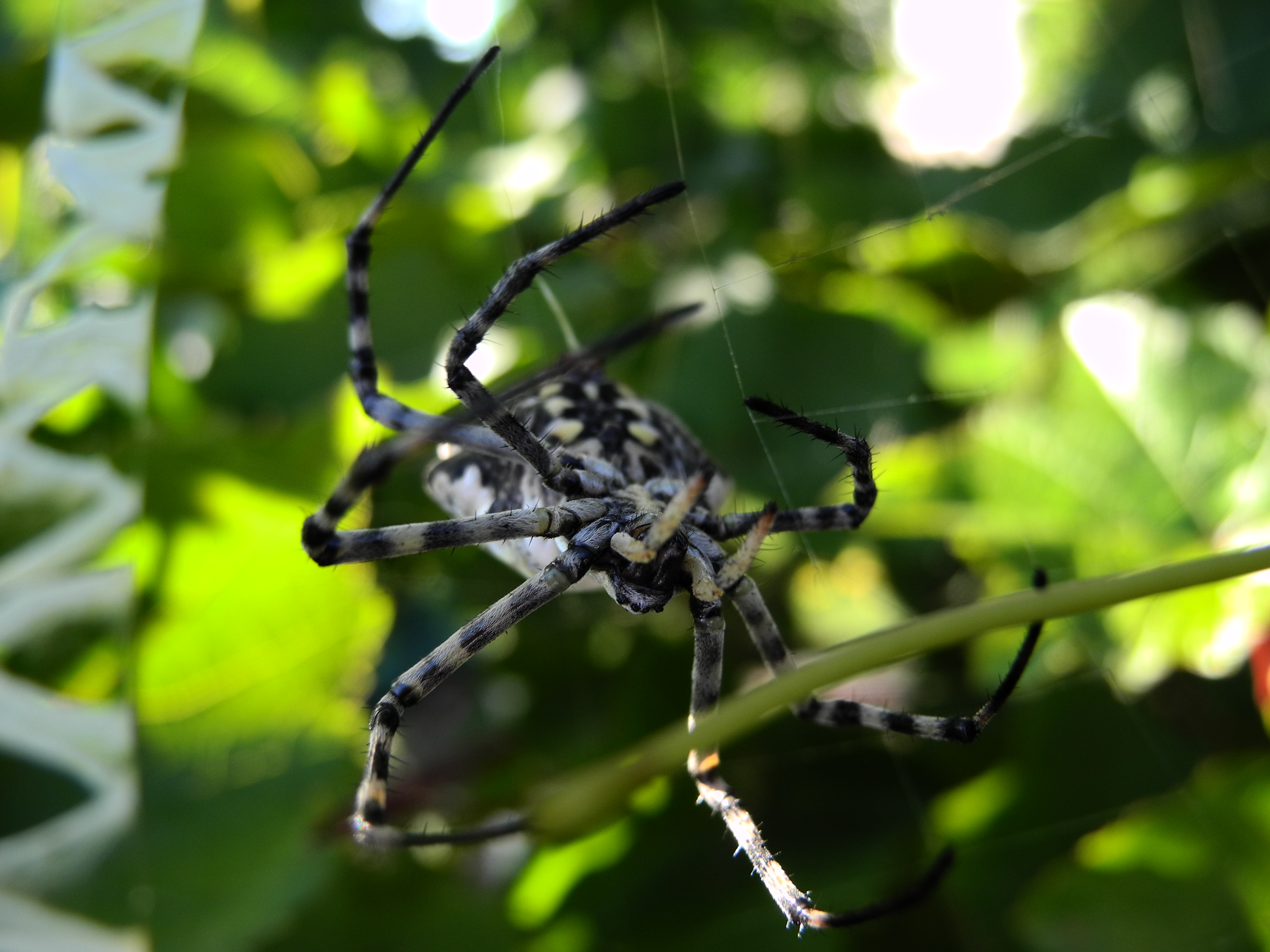
Argiope lobata
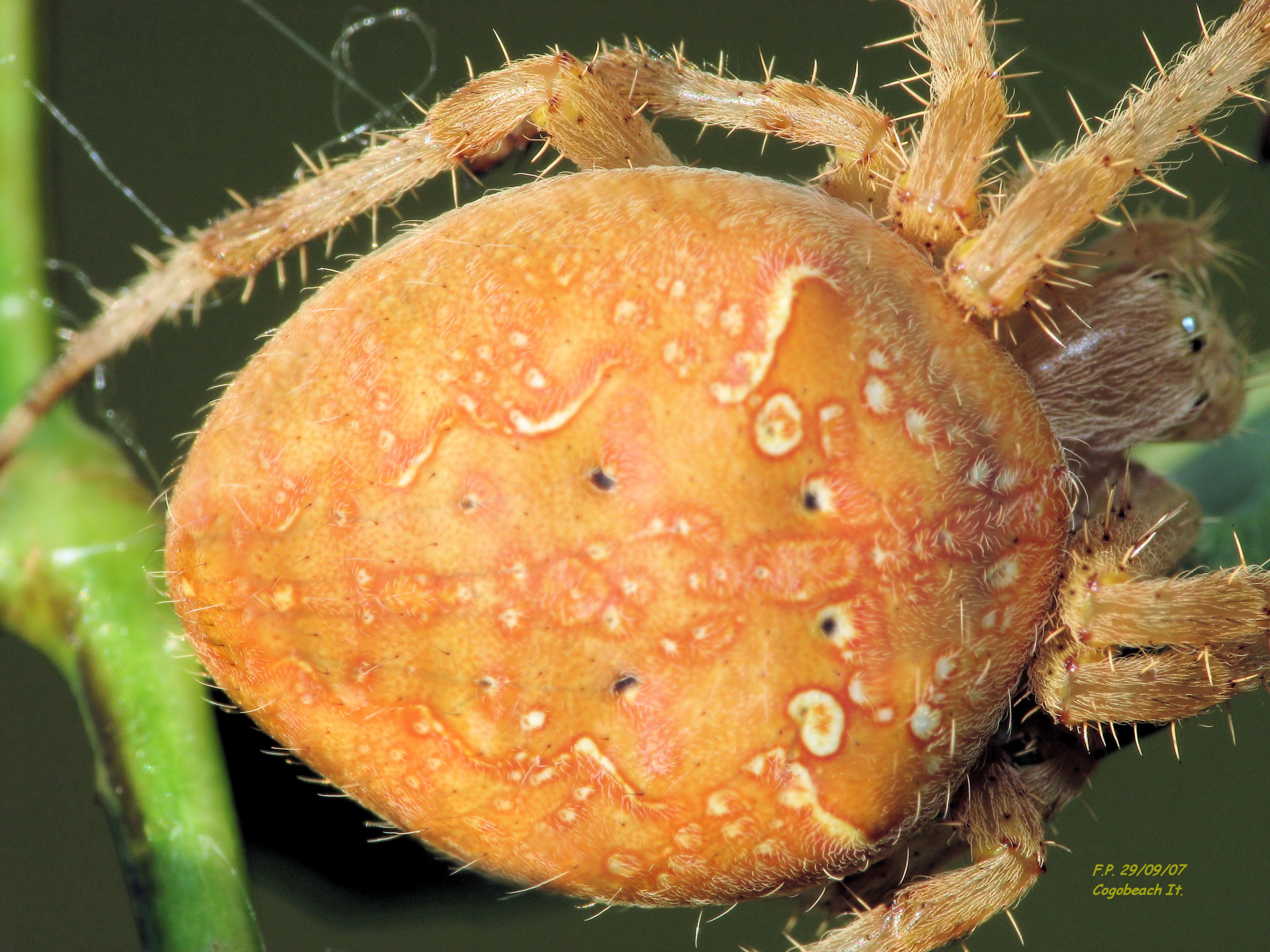
Araneus diadematus Part.